# Мафорий

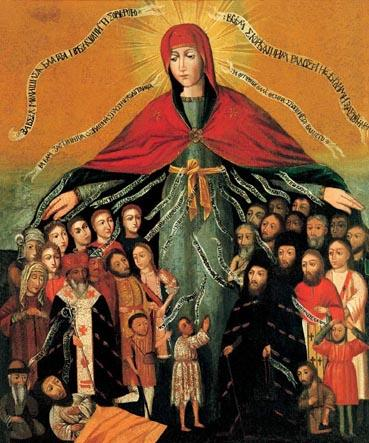
Покров Богородицы

Мафо́рий (др.-греч. μαφόριον — «наплечник») — наплечный плат, верхняя одежда в странах Ближнего Востока; накидка, которую носили женщины поверх туники, прикрываясь ею от пыли и зноя. То же, что в античности пеплос. На Руси — покров.
В Византии с IX века мафорий почитался как священное одеяние Богоматери. Мафорий (Риза Богородицы) — одна из важнейших реликвий, связанных с Её памятью; с 474 года он находился во Влахернском храме Богоматери в Константинополе.
В православной иконографии мафорий покрывает голову «византийскими складками». Из-под мафория обычно виден узкий край повоя — головной повязки. В древнерусской иконописи и фреске мафорий Богоматери писали особой краской — ба́гором, тёмно-красной с фиолетовым оттенком, близкой античному пурпуру: смесью «чернил с вапом»; повой — алым цветом, а тунику — оливково-зелёным. По краю мафория идёт кайма из трёх золотых полос, символизирующих Святую Троицу, а три золотые звезды — на лбу и плечах — означают «три девства» Марии: «до рождества, в рождестве и по рождестве».
В западноевропейской иконографии мафорий изображают синим цветом, и только изредка, в сцене Благовещения, — красным, поскольку красный цвет — символ Святого Духа в образе Архангела Гавриила. В этом случае архангел Гавриил не изображается, а вместо него показывают голубя — символ Святого Духа.